# 5 Весов
5 Весов (лат. 5 Librae, HD 129978) — двойная звезда в созвездии Весов на расстоянии приблизительно 564 световых лет (около 173 парсеков) от Солнца. Видимая звёздная величина звезды — +6,345m.

## Характеристики
Первый компонент — оранжевый гигант спектрального класса K2III. Радиус — около 28,26 солнечных. Эффективная температура — около 4507 К.